# Хунгвыонги
Хунгвыонги (вьет. Hùng Vương, тьы-ном 雄王) — титул выонгов (правителей) лаквьетского царства Ванланг, представителей династии Хонг-банг. Первым хунгвыонгом считается Киньзыонг-выонг, вторым — его сын-полудракон Лак Лонг Куан. Правление хунгвыонгов завершилось, когда Ан Зыонг-выонг разбил Ванланг.
Хунгвыонги были духовными и военными предводителями.
В начале XX века некоторыми европейскими исследователями предполагалось, что слово «хунгвыонг» появилось из-за ошибки в написании слова «лаквыонг»: именно так названы владыки вьетов в Записях о [землях] за пределами Цзяочжоу (Giao Châu Ngoại Vực Ký, 交州外域记, Зяотяу нгоай вык ки).
В современном Вьетнаме реальность существования хунгвыонгов не ставится под сомнение, им посвящено множество книг. В 2007 году правительство объявило о создании нового праздника — Дня поминовения королей Хунгов (Giỗ Tổ Hùng Vương) — который отмечается в 10-й день третьего лунного месяца.
Тем не менее, несмотря на все просветительские усилия вьетнамских властей, до 40 % молодёжи страны не знают ответа на вопрос «кто такой хунгвыонг?».

## Список хунгвыонгов
Имеются записи о 18 правителях (по другим данным — династиях):
1. Хунг Зыонг (Hùng Dương) (Киньзыонг-выонг, личное имя — Лок Тук): 2879—2794 до н. э.
2. Хунг Хьен (Hùng Hiền) (Лак Лонг Куан): 2793—2525 до н. э.
3. Хунг Лан[вьет.] (Hùng Lân): 2524—2253 до н. э.
4. Хунг Вьеп[вьет.] (Hùng Việp): 2252—1913 до н. э.
5. Хунг Хи[вьет.] (Hùng Hy): 1912—1713 до н. э.
6. Хунг Хюи[вьет.] (Hùng Huy): 1712—1632 до н. э.
7. Хунг Тьеу[вьет.] (Hùng Chiêu): 1631—1432 до н. э.
8. Хунг Ви[вьет.] (Hùng Vỹ): 1431—1332 до н. э.
9. Хунг Динь[вьет.] (Hùng Định): 1331—1252 до н. э.
10. Хунг Хи[вьет.] (Hùng Hy): 1251—1162 до н. э.
11. Хунг Чинь[вьет.] (Hùng Trinh): 1161—1055 до н. э.
12. Хунг Во[вьет.] (Hùng Võ): 1054—969 до н. э.
13. Хунг Вьет[вьет.] (Hùng Việt): 968—854 до н. э.
14. Хунг Ань[вьет.] (Hùng Anh): 853—755 до н. э.
15. Хунг Чьеу[вьет.] (Hùng Triều): 754—661 до н. э.
16. Хунг Тао[вьет.] (Hùng Tạo): 660—569 до н. э.
17. Хунг Нги[вьет.] (Hùng Nghị): 568—409 до н. э.
18. Хунг Зуэ[вьет.] (Hùng Duệ): 408—258 до н. э.